# Kapilio
Kapilio (gr. Καπηλειό) – wieś w Republice Cypryjskiej, w dystrykcie Limassol. W 2011 roku liczyła 34 mieszkańców.